# Scotognapha atomaria
Espèce
Synonymes
- Scotognapha gravieri Dalmas, 1920

Scotognapha atomaria est une espèce d'araignées aranéomorphes de la famille des Gnaphosidae.

## Distribution
Cette espèce est endémique des îles Canaries. Elle se rencontre à Fuerteventura et à la Grande Canarie.

## Description
Le mâle holotype mesure 7,5 mm. La femelle décrite par Platnick, Ovtsharenko et Murphy en 2001 mesure 10,50 mm.

## Publication originale
- Dalmas, 1920 : Deux nouveaux genres d'araignées de la famille des Gnaphosidae. Bulletin du Muséum national d'histoire naturelle, Paris, vol. 1920, p. 119-124 (texte intégral).